# Hangzhou GreatStar Industrial
Hangzhou GreatStar Industrial — промышленный конгломерат, расположенный в Ханчжоу, Китай. В первую очередь, занимается производством ручных инструментов.
Президентом подразделения GreatStar Tools в США является Гэри ДуБофф.

## Бренды
- Arrow Fastener — американская марка по производству скоб и строительных пистолетов[7][8]
- Pony Jorgensen — американская марка зажимных инструментов (основана в 1903 г.)[7][8].
- Инструменты для каменной кладки Goldblatt — производитель инструментов для кирпичной кладки и гипсокартона в США уже более 100 лет (основан в 1885 году) [7][8]
- Shop-Vac — американский бренд бытовых и коммерческих пылесосов для влажной и сухой уборки (основан в 1965 г.)[4][9][10][11].
- SK Hand Tools — американская марка ручного инструмента для профессионалов в различных отраслях промышленности[12][13].
- WorkPro - собственная марка ручных и электроинструментов, расходных материалов.
- Swiss+Tech - американская марка по производству мультитулов, ножей, фонариков, термосов и термокружек.